# Parafia św. Maksymiliana Kolbe w Kałkowie-Godowie
Parafia św. Maksymiliana Kolbe w Kałkowie-Godowie – jedna z 12 parafii dekanatu Starachowice-Południe diecezji radomskiej. Na jej terenie powstało Sanktuarium Matki Bożej Bolesnej Królowej Polski.

## Historia
Początki tej parafii wiążą się z pragnieniem ks. Czesława Wali, ówczesnego wikariusza parafii Krynki, aby na Ziemi Świętokrzyskiej - w bliskości Świętego Krzyża szerzyć cześć Matki Bożej. Tymczasowa kaplica dojazdowa w Kałkowie została zbudowana wiosną 1971, a poświęcona została 14 czerwca tegoż roku. Władze państwowe stwarzały liczne trudności, a miejscowa ludność stawała w obronie kaplicy. Parafia została erygowana w 1981 z wydzielonych wiosek parafii Krynki. Od 1982 zamieszkał przy kaplicy ks. Czesław Wala i dynamizował duszpasterstwo miejscowej ludności. Wiosną tegoż roku rozpoczęto budowę kościoła - przyszłego sanktuarium. W stanie surowym kościół zbudowano w latach 1982-1983. 22 maja 1983 sprowadzono obraz – kopię obrazu Matki Bożej z Lichenia. W roku następnym obraz  był uroczyście intronizowany w dolnym kościele pw. św. Brata Alberta. Dolny kościół został poświęcony w uroczystość Zesłania Ducha Świętego w 1984 przez bp. Stanisława Sygneta. Z kolei górny kościół  pw. św. Maksymiliana Kolbe poświęcił w Zesłanie Ducha Świętego roku 1988 bp. Marian Zimałek. Wtedy też wprowadzono do tej świątyni obraz Matki Bożej Królowej Polski. Uroczysta intronizacja obrazu, połączona z nałożeniem ozdobnych sukienek dokonała się w 1993 pod przewodnictwem bp. Edwarda Materskiego. Kościół powstał według zamysłu architektonicznego ks. Czesława Wali, konstruktora inż. Romana Wdowicza z Kielc, pod nadzorem technicznym Daniela Jana Zawłockiego z Krynek. Jest budowlą w stylu neogotyckim, dwupoziomową, wzniesioną z czerwonej cegły i kamienia. W 2004 bp. Zygmunt Zimowski ustanowił w Kałkowie-Godowie sanktuarium diecezjalne. Jednym z najważniejszych wydarzeń w historii sanktuarium była koronacja obrazu Matki Bożej papieskimi koronami, które zostały poświęcone przez Benedykta XVI 29 sierpnia 2007. Uroczystość koronacji odbyła się 15 września 2007 pod przewodnictwem Prymasa Polski kard. Józefa Glempa. W ciągu niedługiego czasu rozwinęło się wokół kościoła szeroko rozumiane duszpasterstwo, a także cała infrastruktura sanktuarium: Ośrodek rekolekcyjno-wypoczynkowy „Eremy”, Hospicjum, Dom ludzi starszych, Golgota, Panorama Świętokrzyska, Panorama Polski, Droga Krzyżowa, wioska dzieci niepełnosprawnych. 

## Terytorium
Do parafii należą: Godów, Kałków, Szeligi.

## Proboszczowie
- 1981-2012 – ks. inf. Czesław Wala
- od 2012 – ks. kan. Zbigniew Stanios